# Robert Nagel
Robert Nagel   (Freeland, 29 de setembre de 1924 - 5 de juny de 2016) va ser un trompetista, compositor i professor estatunidenc.
Va ser un dels primers defensors de la música de cambra de metall, especialment del quintet de metall. Nagel va ser el fundador i director del New York Brass Quintet, a més de membre fundador del "International Trumpet Guild". Va exercir com a professor de la Yale School of Music del 1957 al 1988. Com a compositor i arranjador, Nagel va escriure música en conjunt i de petit conjunt, llibres de mètodes de trompeta i obres orquestrals.

## Biografia
Als 8 anys va començar a tocar la trompeta com a part d'un programa de bandes escolars. A l'edat de 13 anys, Nagel va interpretar un solo de corneta en una emissió de ràdio nacional amb lArmco Band. Nagel va estudiar composició a Juilliard amb Peter Mennin i Vincent Persichetti, mentre també rebia instrucció durant l'estiu a Tanglewood amb Aaron Copland. Després de graduar-se, Nagel va treballar com a trompetista independent a la ciutat de Nova York, actuant amb orquestres de ràdio com la NBC Symphony Orchestra.
Després de la Segona Guerra Mundial, Nagel es va interessar per la música de conjunt més petit, actuant amb el New York Brass Ensemble. Després que el grup es va dissoldre a principis dels anys 50, Nagel va reorganitzar el grup com a New York Brass Quintet el 1954. Com a membre fundador del International Trumpet Guild, Nagel va promoure la composició i l'arranjament de nova música per a instruments de metall, especialment quintet de metall. Nagel també va compondre música i va formar la seva pròpia empresa editorial, "Mentor Music", el 1959.
Des del 1957 fins al 1988, Nagel va ser professor de la "Yale School of Music" com a instructor de trompeta. També va ensenyar al "New England Conservatory of Music, Juilliard", a la "Manhattan School of Music", a la "Hartt School", a la "University of North Carolina School of the Arts" i a la "Rutgers University". Entre els seus estudiants tingué a Dennis Najoom.

## Llista d'obres
- Obres originals
- Divertiment per a vents (1951)
- Concert per a trompeta (1958)
- Trompetes d'Espanya (1958)
- This Old Man: March for brass quintet (1960)
- Trompeta processional (1963)
- Trio de metall núm. 2 (1966)
- Suite per a metall i piano (1971)
- Concertino per a quintet de metall (1999)

Arranjaments
- Música barroca per a trompeta (1969)
- La trompeta reial: música del barroc (1971)
- Gran muntanya, terra brillant: de les cançons populars de la província central (1983)

Llibres de mètodes Brass
- Estudis de velocitat per a trompeta (trompa o clarinet) (1965)
- Estudis rítmics per a trompeta (1968)
- Estudis de trompeta en música contemporània (1975)
- Estudis de trombó en música contemporània (1977)
- Habilitats de trompeta (1982)